# Ambulancia

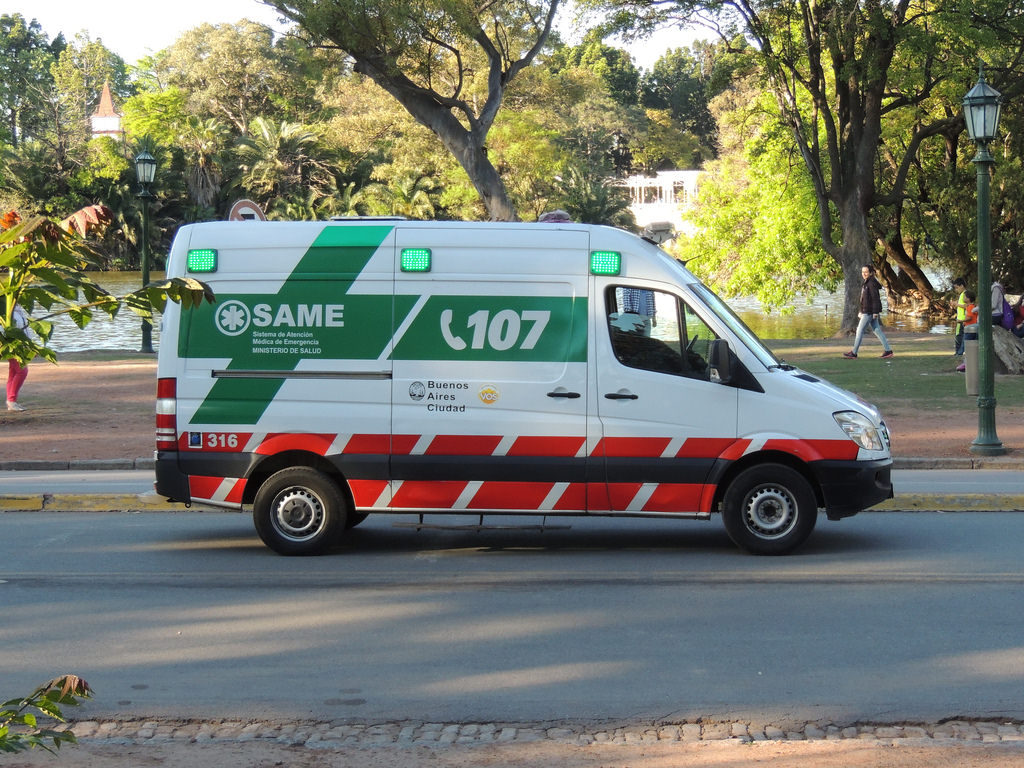
Una ambulancia del SAME, el servicio público de emergencias de la ciudad de Buenos Aires, Argentina

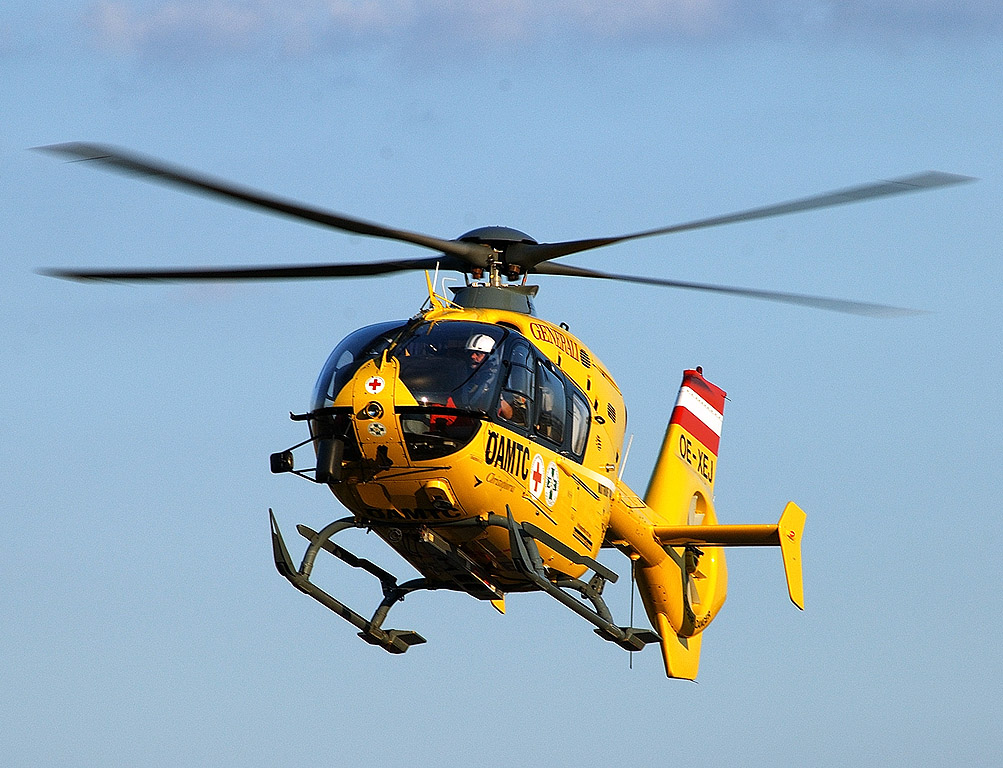
Un helicóptero acondicionado como ambulancia aérea en Austria. Es utilizada para lugares inaccesibles con un vehículo u alguna emergencia de gran magnitud y sea necesario acudir rápidamente.

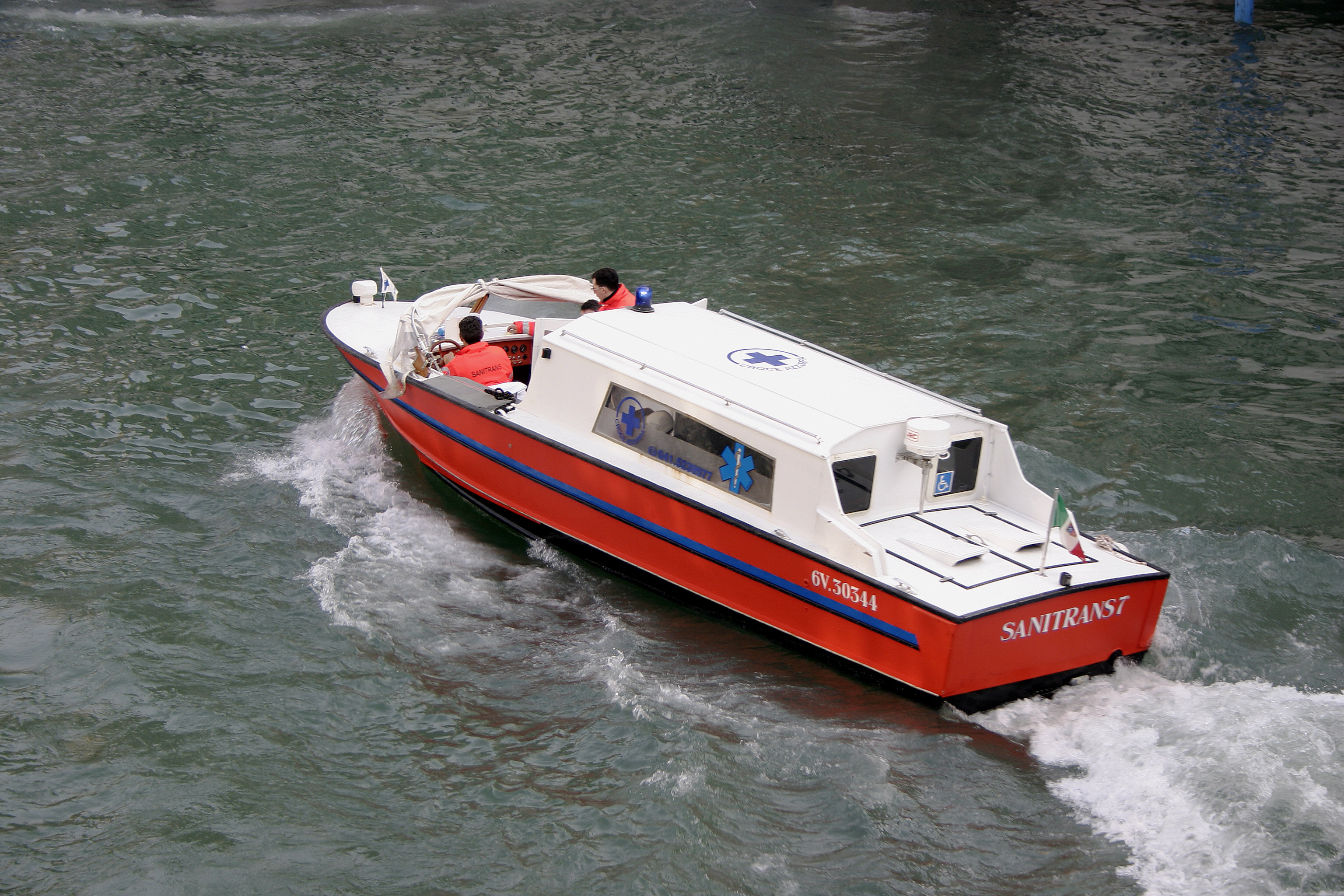
Un bote ambulancia en Venecia.

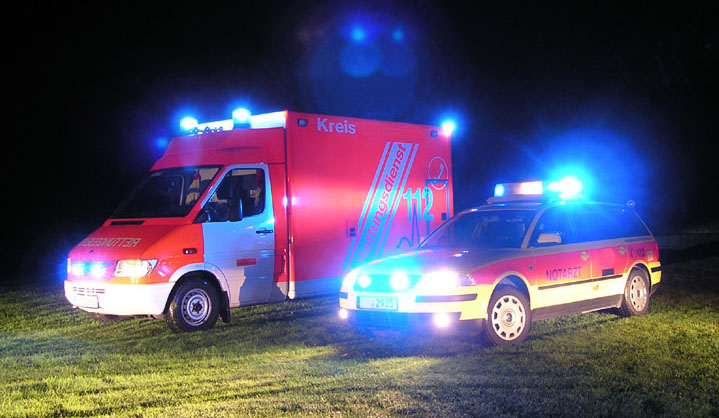
Ambulancias alemanas con señales luminosas encendidas (balizas de color azul).

Una ambulancia es un vehículo destinado al transporte de personas enfermas o heridas, hacia, desde o entre lugares de tratamiento.
El término ambulancia por lo general se utiliza para designar un vehículo usado para proporcionar cuidados médicos a pacientes que se encuentran lejos de un hospital o bien para transportar al paciente a un centro médico donde se pueda seguir de cerca su evolución y practicarle un mayor número de pruebas médicas. En algunos casos, el propósito de la ambulancia está solo destinada a atender en sitio el paciente (como en casos de emergencia que da tratamientos paramédicos de medicina prehospitalaria), pero no tiene el propósito de llevarlo a un centro sanitario. En estas situaciones, el paciente que requiera un traslado a un hospital, necesitará de una ambulancia destinada exclusivamente al traslado de pacientes.
El término «ambulancia», proviene del verbo latino ambulare, cuyo significado es el de caminar. Este término hace referencia a los primeros servicios médicos de guerra, donde los pacientes eran movidos en camillas de ruedas o manuales. El sentido original de la palabra fue el de «hospital que sigue a un ejército en sus campañas». Durante la guerra civil estadounidense, los vehículos destinados a retirar a los heridos del campo de batalla recibieron el nombre de «vagones ambulancia». Posteriormente, durante la Guerra Franco-Prusiana de finales del siglo XIX, las referencias históricas ya hablan de las ambulancias para denominar indistintamente al socorro sanitario que evacuaba a los heridos del frente y a los hospitales de campaña.
La palabra es comúnmente asociada con vehículos preparados para emergencias, que proporcionan cuidados urgentes a personas enfermas o heridas. Los vehículos que hacen las veces de ambulancia suelen disponer de luces de aviso y sirenas, que facilitan su desplazamiento y permiten su identificación. Son estas ambulancias las que suelen llevar la Estrella de la vida, que representa las seis etapas de los cuidados médicos prehospitalarios.
Hay otros tipos de ambulancias, de las que las más comunes son las ambulancias dedicadas al transporte de pacientes. Estos vehículos no suelen estar equipados con sistemas de soporte vital para el paciente, y su personal suele tener una preparación inferior al de los de las ambulancias de emergencia. Su propósito es simplemente el de trasladar a los pacientes, por lo que en numerosos países, estos vehículos no llevan luces ni sirenas especiales.
Otros vehículos que suelen ser utilizados como ambulancias son los camiones, las furgonetas, los autobuses, los helicópteros, los aviones, los barcos e incluso los barcos hospitales.
De cualquier forma para que el empleo de estos vehículos tenga resultados óptimos es necesario que aquellos que los administren, equipen adecuadamente estas ambulancias, que si bien se utilizan para la atención de emergencias o solo para transportar pacientes el uso es oficial y requiere de una enorme responsabilidad, incluso para que se optimizara este vehículo primero se debería contar con el personal capacitado y los botiquines o herramientas básicas incluso en las ambulancias más básicas.

## Teléfonos de ambulancias
En España, el número de teléfono principal para avisar de emergencias médicas es el 112.

## Tipos de ambulancias

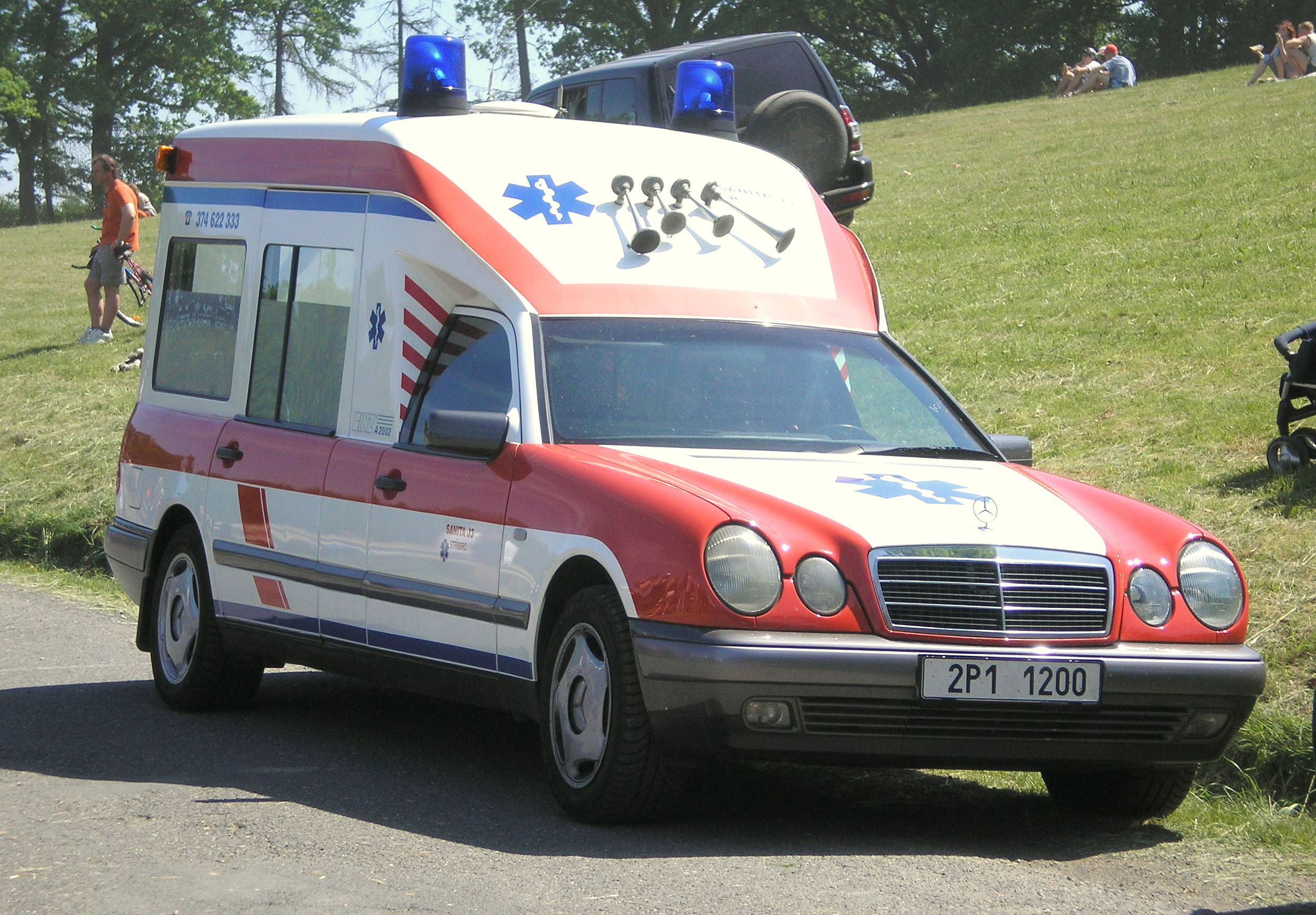
Una unidad de respuesta médica en la República Checa.

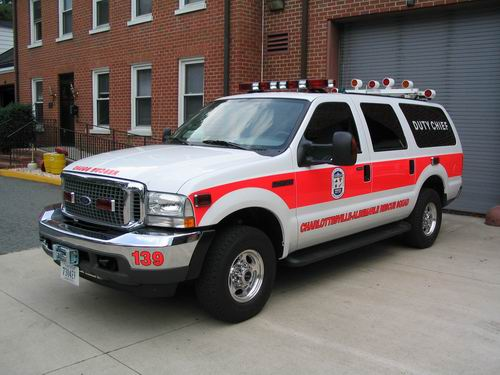
Un vehículo deportivo utilizado como ambulancia de apoyo.

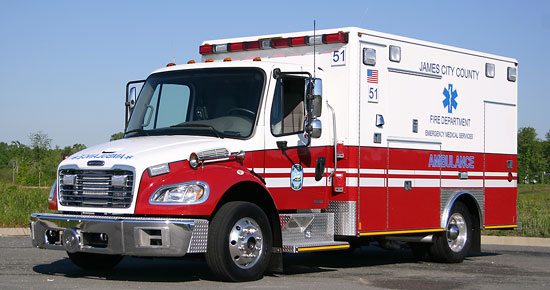
Un camión acondicionado como ambulancia, habitual en Norteamérica.

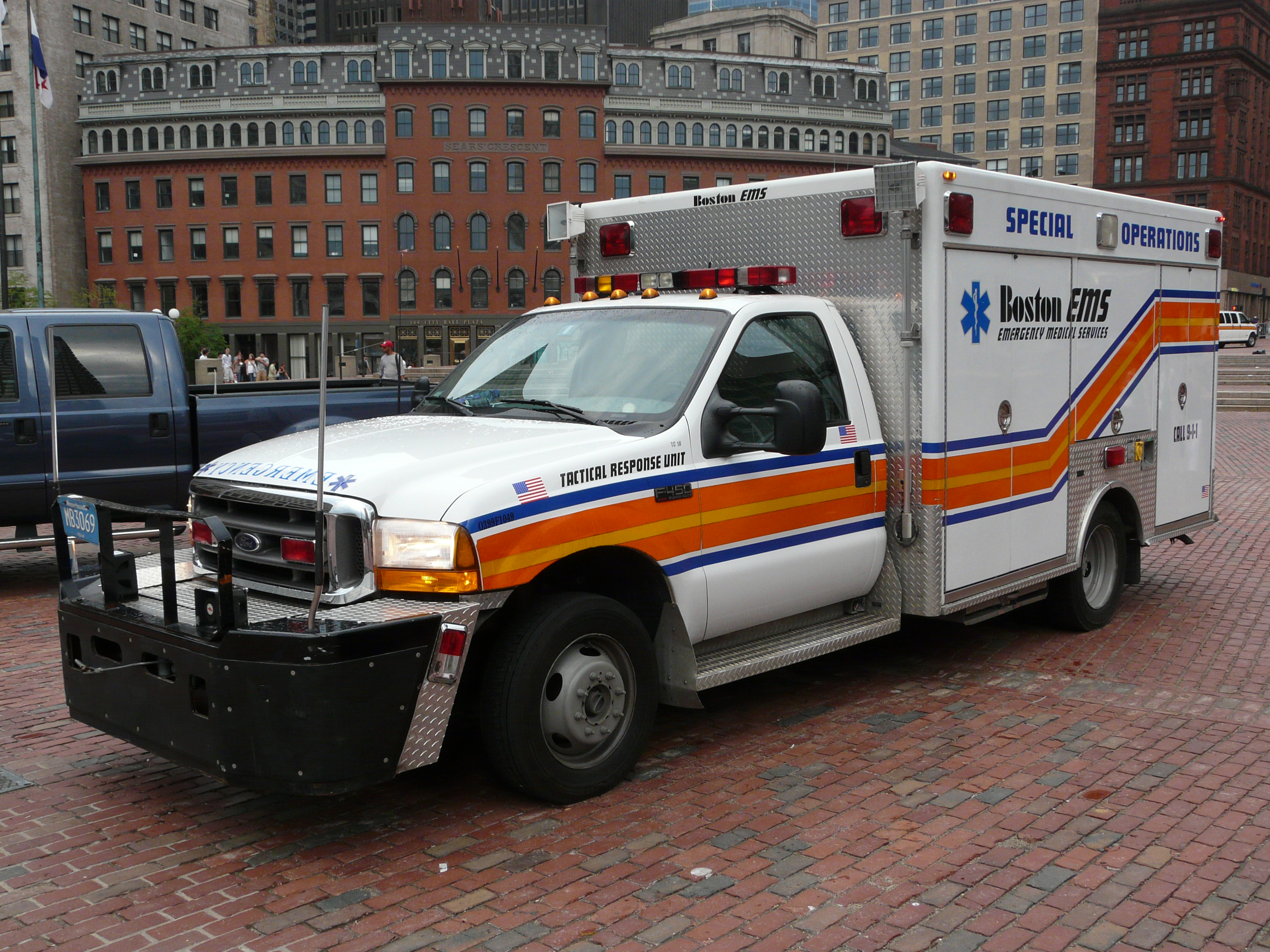
Una ambulancia SUV del servicio de emergencias de Boston especialmente reforzada en el frontal.

Las ambulancias pueden ser clasificadas en determinados tipos, dependiendo de si transportan o no pacientes, y bajo que condiciones. En algunos casos, las ambulancias pueden desempeñar más de una función, como el transporte de emergencia y la atención al paciente.
- Ambulancia de emergencia: la más común de todas las ambulancias, que proporciona cuidados de emergencia a pacientes enfermos o heridos. Pueden ser furgonetas, botes, helicópteros, aviones o cualquier otro medio de transporte reconvertido. Proporcionan medios y personal sanitario de emergencia para atender al paciente en el lugar del incidente y durante el traslado a un centro médico. Se les conoce como AEB (Ambulancia de Equipos Básicos) o AEA (Ambulancia de Equipos Avanzados), dependiendo su configuración y equipamiento médico disponible se pueden clasificar en:
  - Ambulancias asistenciales o ambulancias de soporte vital básico (SVB). Dotación usual de 2 técnicos en Emergencias Sanitarias. (Puede añadir un Médico general y un Enfermero general en situaciones excepcionales).
  - Ambulancias sanitarizadas. Dotación usual de un Enfermero Especialista y 2 técnicos en Emergencias Sanitarias. (Puede añadir un Médico general en situaciones excepcionales).
  - Ambulancias medicalizadas / UVI-Móvil o ambulancia de soporte vital avanzado (SVA). Dotación usual de un Médico Especialista, un Enfermero especialista y 2 técnicos en Emergencias Sanitarias.

- Ambulancia para el transporte de pacientes: una ambulancia que tiene la misión de transportar pacientes a un centro médico, pero no para una atención urgente. Vehículos como furgonetas o autobuses pueden ser utilizados para esta tarea. También son denominadas ATS (Ambulancias de Traslado Simple).
  - Puede ser de transporte simple, destinada al transporte de pacientes en camilla (cuando el paciente necesita un traslado interhospitalario y presenta gravedad, pueden ser medicalizadas).
  - O puede ser de transporte colectivo, acondicionada para el transporte conjunto de enfermos cuyo traslado no revista carácter de urgencia, ni estén aquejados de enfermedades infecto-contagiosas.

- Unidad de respuesta: utilizado para llegar a un paciente que necesita atención muy rápida y proporcionando cuidados en el lugar donde se encuentra el paciente. Sin embargo, no puede llevárselo del lugar. Reciben nombres variados como Vehículo de Intervención Rápida (VIR) o Fast Intervention Vehicle (FIV), First Medical Emergency Vehicle, etc. Por este motivo, suelen tener una unidad de apoyo, es decir, una ambulancia de emergencia que acude a la vez o poco después al mismo incidente.

- Ambulancia de caridad: proporciona una atención especial con el objetivo de atender a niños enfermos o adultos que por viajes o vacaciones se encuentran lejos de hospitales o lugares donde recibir atención sanitaria. Para este servicio suelen utilizarse autobuses.[9]

## Tipos de vehículos
Numerosos tipos de vehículos pueden ser utilizados como ambulancias, aunque en situaciones de emergencias o desastres, cualquier vehículo podría desempeñar la función de ambulancia.

### Medios terrestres
- Furgoneta: una ambulancia típica es la instalada en una furgoneta, con un chasis estándar y por lo general, con un peso máximo de entre 3,5 y 7,5 toneladas.

- Automóvil/SUV: usado para una respuesta rápida[2] o para pacientes que pueden sentarse. Se trata de automóviles normales que han sido adaptados a las condiciones del servicio de ambulancia. Algunos coches son capaces de ensanchar el asiento para un paciente recostado, pero esto, a menudo, requiere la retirada del asiento delantero de pasajeros, o el empleo de un coche particularmente largo. Esta función solía estar presente en las primeras ambulancias, que muchas veces fueron la transformación de un coches fúnebres, ya que eran de los pocos automóviles capaces de llevar a un hombre tumbado en posición supina.

- Motocicleta: en zonas desarrolladas, se utilizan para acudir urgentemente ante una emergencia,[10] ya que pueden viajar más rápido que un automóvil o una furgoneta en circunstancias de mucho tráfico. En los países desarrollados, se han llegado a adaptar remolques y sidecar para poder transportar al paciente usando la motocicleta.,[11][12] pero evidentemente esta transformación impide la asistencia durante el transporte.

- Bicicleta: con frecuencia, el uso de una bicicleta como ambulancia se realiza en zonas donde vehículos más grandes cuentan con problemas de acceso.[13][14] Como la motocicleta, puede ser enganchada a un remolque para transportar al paciente.[15]

- Quads: utilizados para intervenir fuera de carretera. Pueden ser modificados para transportar a un paciente, en tareas de rescate en montañas o zonas poco accesibles.

- Buggys: utilizados en eventos deportivos o espectáculos.[16] Sus funciones son similares a los de los quads, pero con menos capacidad de respuesta en terrenos no asfaltados, aunque realizando menos ruido.

- Autobuses: utilizados para la atención de pacientes accidentes de múltiples víctimas así como en distintos eventos deportivos o espectáculos de forma preventiva.[17]

### Medios aéreos
- Helicópteros: normalmente se utilizan para atender a enfermos en lugares inaccesibles por carretera o en lugares donde la velocidad es esencial, ya que son capaces de desplazarse mucho más rápido que una ambulancia por carretera.[18]

- Aviones: utilizados para prestar ayuda en una emergencia en zonas remotas (el ejemplo más notable son los Flying Doctors, en Australia)[19] o para trasladar a un paciente en grandes distancias (normalmente, en tareas de repatriación por enfermedad en el extranjero).[20]

### Medios acuáticos
- Botes: los botes o lanchas pueden ser utilizados para servir como ambulancias, especialmente en islas[21] o en zonas con un gran número de canales, como por ejemplo el servicio de ambulancias veneciano.

- Barcos: los buques pueden ser utilizados como barcos hospitales, especialmente en operaciones militares,[22] aunque algunos de ellos sean propiedad de organizaciones caritativas.[23] Aunque nunca serán barcos ambulancia en el sentido estricto de la palabra (ya que son instalaciones hospitalarias), siendo de hecho un medio de transporte marítimo, sirven también para el traslado del enfermo junto a su tratamiento. Normalmente, acuden a zonas que han padecido desastres o guerras, para paliar las necesidades surgidas tras dichos sucesos. Otras veces, la marina mercante civil de ciertos estados pone a disposición de sus barcos mercantes o pesqueros algunos barco hospital que cuentan con los medios para poder atender cualquier emergencia de la flota civil en su área de intervención. Muchas veces cuentan con un helipuerto a bordo, que facilita que les sean referidos pacientes a distancias mayores de las de su propia travesía.

## Historia

### Primeros transportes de pacientes
Hay evidencias de transportes forzados de enfermos mentales y de lepra en la Antigüedad. La primera evidencia de una ambulancia data del siglo X y fue construida por los anglosajones. Esta consistía en una parihuela emplazada en un carro tirado por caballos.
Durante las Cruzadas del siglo XI, la Orden de Malta estableció hospitales para atender a los heridos de las batallas en Tierra Santa, aunque no hay evidencias claras que aporten datos sobre como llegaban los heridos a los hospitales.
Posteriormente, los normandos utilizaron parihuelas portadas por caballos para llevar a los enfermos. El servicio de ambulancia mediante caballos continuó con algunas variaciones hasta el siglo XX.

### Primeros tratamientos en los campos de batalla
Las primeras ambulancias usadas en emergencias de las que se tiene constancia fueron las empleadas durante el reinado de Isabel I de Castilla, en el año 1487. El ejército castellano de la época era tratado de forma excelente y atraía a voluntarios de toda Europa, a lo que contribuían los primeros hospitales militares (o «ambulantias»), aunque los soldados heridos no eran recogidos hasta el fin de la batalla, causando un número superior de muertes en los campos.
El principal cambio en el uso de las ambulancias durante las batallas llegó con las ambulance volantes diseñadas por Dominique-Jean Larrey, médico de Napoleón Bonaparte. Larrey estuvo presente en la batalla de Spires, entre Francia y Prusia, entristeciéndole el hecho de que los soldados heridos no eran recogidos por las numerosas ambulancias, que Napoleón ordenó situar a algo más de 3 kilómetros del lugar de la batalla, hasta que las hostilidades no cesaran, por lo que pensó en desarrollar un nuevo sistema. Decidió utilizar el método utilizado por los normandos, de parihuelas y caballos, resolviendo que carros de dos o cuatro ruedas, tirados por caballos, portaran a los heridos del campo de batalla, después de que estos hubieran recibido cuidados paliativos en el propio escenario. Estas ambulancias volantes se estrenaron con el Ejército del Rhin de Napoleón, en 1793. Larrey posteriormente desarrolló servicios similares para el resto de tropas de Napoleón, adaptando sus ambulancias a las distintas condiciones, incluyendo parihuelas que podían ser portadas por camellos, para las campañas de Egipto.

### Desarrollo para el uso civil
El principal avance de las ambulancias de uso civil se produjo con la introducción del transporte para enfermos de cólera en Londres, en el año 1832. El periódico The Times afirmaba: «El proceso de curación comienza en el mismo instante en el que el paciente es llevado en el carruaje; siendo el tiempo ahorrado empleado en atender al paciente y además, pueden conducir al paciente al hospital tan rápidamente, que los hospitales pueden ser menos numerosos y pueden localizarse a mayores distancias entre ellos».

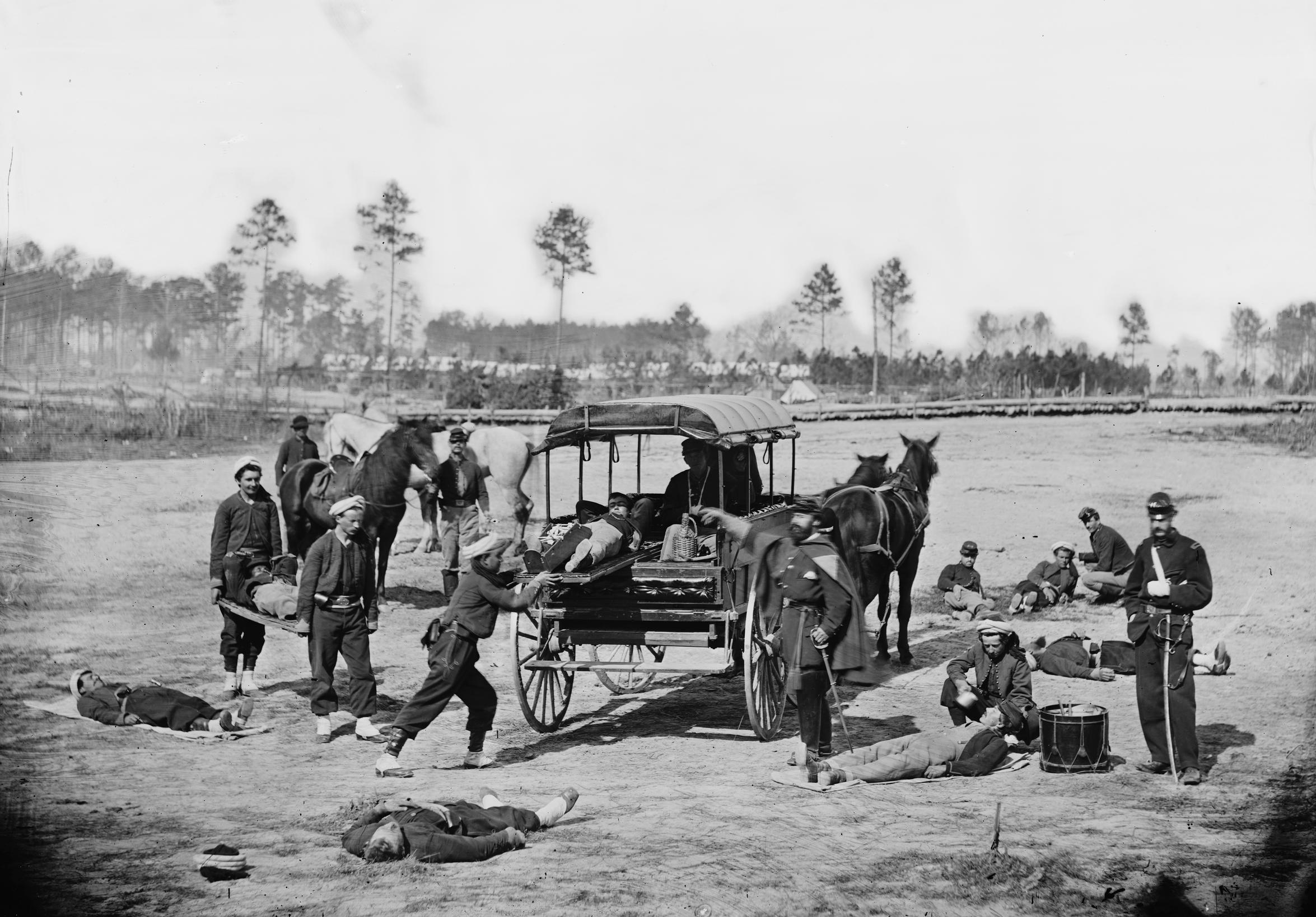
Un carruaje tirado por caballos prestando servicio como ambulancia durante la guerra civil estadounidense.

### Avances durante la guerra civil estadounidense
Durante la guerra civil estadounidense se produjeron un mayor número de avances en la atención médica para los militares. Los médicos militares de la Unión, Joseph Barnes y Jonathan Letterman, revisaron los avances de Larrey y diseñaron un sistema de atención prehospitalaria para los soldados, que incluía nuevas técnicas y métodos de transporte. Se aseguraron de que cada regimiento contara con al menos una ambulancia, con un carro diseñado para llevar a dos o tres pacientes al mismo tiempo. Desgraciadamente, estas ambulancias demostraron ser demasiado ligeras para la tarea, y fueron reemplazadas por la ambulancia «Rucker», llamada así en honor al Mayor general Rucker, que tenían cuatro ruedas y señales visibles para las batallas de la guerra. Otros vehículos fueron utilizados para este servicio durante la Guerra Civil, incluyendo barcos de vapor, que sirvieron como hospitales móviles para las tropas. Fue en este periodo cuando se inició el transporte por ferrocarril de los soldados heridos hacia su lugar de tratamiento.

### Comienzo del servicio con base en un hospital

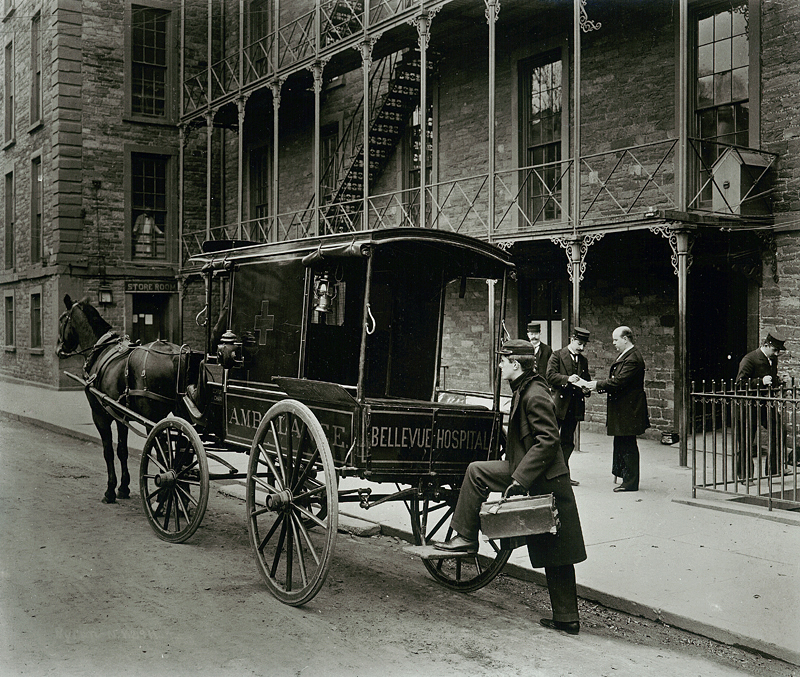
Ambulancia tirada por caballos a las afueras del Bellevue Hospital de Nueva York. La fotografía data de 1895.

El primer servicio conocido de ambulancias con base en un hospital es el del Commercial Hospital (actualmente el Cincinnati General), de Cincinnati, en Ohio, Estados Unidos, en 1865. Posteriormente, otros hospitales ofrecieron este servicio, destacando el Bellevue Hospital de Nueva York.
Edward Dalton, un antiguo cirujano del Ejército Federal, recibió el encargo de crear un hospital cerca de Nueva York. Inició un servicio de ambulancias para llevar a los pacientes lo más rápido posible al hospital y con una mayor comodidad. Dicho servicio comenzó en 1869. Afirmaba que su servicio era el primero de su tipo. Sus ambulancias contaban con equipamiento médico, tablillas, bombas estomacales, morfina y brandy, un fiel reflejo de la medicina contemporánea. Dalton creía que la velocidad era lo principal, por lo que sus caballos siempre estaban prácticamente listos en cualquier momento. Afirmaba que, tras una llamada, se partía a los 30 segundos. El servicio se hizo muy popular y creció rápidamente. Así, en 1870, el servicio atendía 1.401 llamadas de emergencia, y veinte años más tarde, ya eran más del triple, un total de 4.392. A comienzos del siglo XX, los médicos interinos acompañaban a los ambulancias de Nueva York, prestando atención a los pacientes en el lugar de la llamada y frecuentemente, los dejaban en su misma casa.
En 1867, el Metropolitan Asylums Board de Londres, en el Reino Unido, recibió seis ambulancias de caballos con el propósito de transportar a enfermos de viruela y fiebre de sus casas al hospital. Estas ambulancias fueron diseñadas para parecer carruajes privados, pero fueron equipadas con rodillos en su suelo y unas grandes puertas reversibles para portar al paciente a la camilla de una forma más fácil. Había espacio suficiente para un asistente junto al paciente, además de que la zona donde se situaba el paciente estaba diseñada para ser limpiada y descontaminada con facilidad. Cualquiera dispuesto a pagar el coste de alquiler del caballo, podía llamar a la ambulancia por telegrama o en persona.

### Comienzo del servicio exclusivo
En junio de 1887, la Saint John Ambulance Brigade se formó para prestar ayuda de emergencia y servicio de ambulancia en eventos públicos de Londres. Se reguló como un comando de estilo militar. La Saint John Ambulance Association ya había estado enseñando primeros auxilios al público durante 10 años antes de esto.

### Uso masivo para proveer atención médica urgente
A finales del siglo XIX varias ciudades americanas, entre ellas Salvador de Bahía, en Brasil y San Luis, Misuri, Estados Unidos, comenzaron a utilizar sus tranvías como ambulancias, en el transporte de enfermos y heridos. El tranvía de Salvador de Bahía incluía un compartimento de fumigación y una camilla con dos enfermeras. El diseño de la red de tranvía de San Luis permitía que la ambulancia tranvía, presentada en 1894, pudiera llegar a las 16 enfermerías de la ciudad.
En Alemania, en 1902, se presentó un tren ambulancia para civiles (sobre la base de la utilización de los trenes durante los conflictos militares) para su uso en accidentes de ferrocarril. Albergaba una sala de operaciones móvil y ocho camillas. Los cirujanos empleados vivían cerca de la estación de trenes donde el tren ambulancia se estacionaba, y desde donde eran convocados en caso de una emergencia. El tren tenía prioridad sobre las vías, por lo que el resto de trenes estaban obligados a cederle el paso.

### Primeros vehículos motorizados

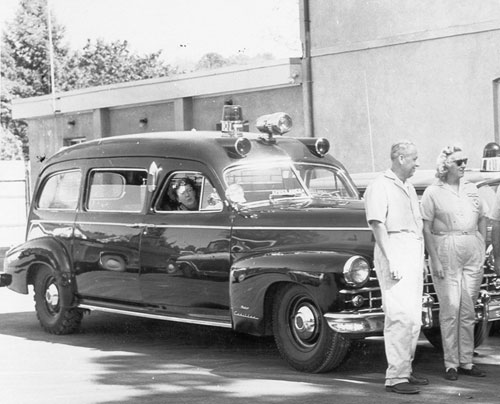
Un Cadillac A. J. Miller de 1948 convertido en ambulancia.

A finales del siglo XIX, el automóvil se encontraba en fase de desarrollo, por lo que comenzaron a introducirse modelos de ambulancias automóviles junto a las tiradas por caballos. A principios del siglo XX, las ambulancias eran movidas por vapor, gasolina y electricidad.
Sin embargo, el primer motor presente en una ambulancia fue presentado en 1899, en el Michael Reese Hospital de Chicago, en Estados Unidos, por lo que pasaba a ser el primer automóvil convertido en ambulancia. Ésta, había sido sufragada por 500 empresarios de la ciudad, en febrero de dicho año. Posteriormente, se hizo lo mismo en 1900, en Nueva York, donde se alabó su mayor velocidad, seguridad para el paciente, su rapidez para detenerse y su comodidad. Estas dos primeras ambulancias automóviles eran eléctricas, con dos caballos de potencia (1,5 kW) en los motores del eje trasero.
La primera ambulancia movida por gasolina fue la Ambulancia Palliser, presentada en 1905 y nombrada así en honor al capitán John Palliser de la Milicia Canadiense. Este vehículo constaba de tres ruedas, una en la parte delantera y dos en la trasera, habiendo sido diseñado para ser utilizado en los campos de batalla bajo fuego enemigo. Era un pesado tractor, con una chapa a prueba de balas. Dicha chapa contaba con una pequeña abertura exterior de 2,7 metros de ancho por 2,1 m de alto, con el objetivo de que el personal de la ambulancia pudiera salir al exterior.
El ejército Británico fue a la zaga del canadiense en la introducción de un pequeño número de ambulancias automóviles. En 1905, el Cuerpo Médico de la Armada Real encargó una serie ambulancias establecidas en furgonetas a la empresa Straker-Squire, de Bristol. Se basaban en un autobús de dos pisos fabricado por la misma empresa, aunque con una menor distancia entre ejes. Varias de ellas tenían su sede en Oxfordshire, al servicio de varios de los principales campamentos en la zona.
La primera producción en masa de ambulancias basadas en automóviles se produjo en Estados Unidos por la James Cunningham, Son & Company de Rochester, Nueva York, un fabricante de carruajes y coches fúnebres, en 1909. La ambulancia contaba 32 caballos de potencia (24 kW) y 4 cilindros en el motor de combustión interna. El chasis se montaba sobre neumáticos, mientras que el cuerpo disponía de luz eléctrica, suspensión en la camilla, dos asientos junto a la camilla, y un gong en un lateral.

### Durante la Primera Guerra Mundial

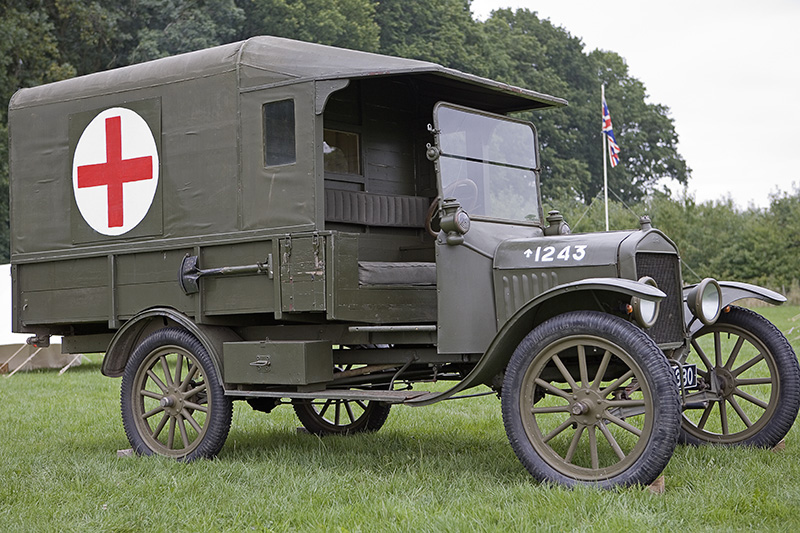
Ford T de 1916, ambulancia de campo. Estaba realizada en madera y el modelo fue ampliamente utilizado por los británicos, franceses y estadounidenses durante la Primera Guerra Mundial. Su velocidad máxima era de 72 km/h, producida por un motor de 4 cilindros refrigerados por agua.

Durante la Primera Guerra Mundial, la Cruz Roja llevó a cabo las primeras labores de auxilio en los campos de batalla con ambulancias motorizadas en lugar de tiradas por caballos, con su consiguiente éxito. Esto llevó a la progresiva eliminación de las ambulancias tiradas por caballos. En la atención de emergencia civil, los servicios de ambulancia a menudo se gestionaban o se enviaban desde los distintos hospitales, aunque en algunas zonas, el telégrafo y el teléfono permitían a los departamentos de policía manejar el envío de ambulancias.
El equipamiento a cargo de la ambulancia cambiaba rápidamente en esos momentos. Se introdujeron tablillas durante la Primera Guerra Mundial, teniendo un efecto positivo sobre la morbilidad y la mortalidad de los pacientes con fracturas de pierna. Asimismo, se introdujeron radios bidireccionales poco después de la Primera Guerra Mundial, lo que permitió un envío más eficiente de ambulancias llamadas mediante radio. Poco antes de la Segunda Guerra Mundial, una ambulancia moderna portaba un avanzado equipo médico, un médico, y se enviaba por radio. Era frecuente que las ambulancias fueran coches fúnebres -el único vehículo disponible que podía llevar a un placiente reclinado- y, por tanto, eran a menudo dirigidos por funerarias.

### Ambulancias aéreas

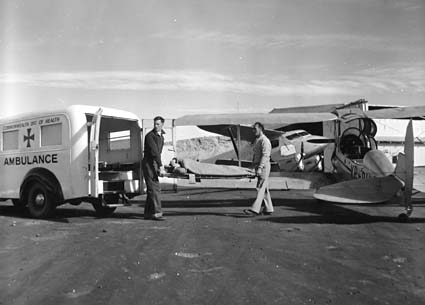
Aviones del Royal Flying Doctor australiano en 1954.

Durante la Primera Guerra Mundial, la aviación experimentó un fuerte crecimiento, convirtiéndose en una poderosa fuerza militar, y después de la guerra, con un superávit de aviones en circulación, se buscaron nuevos usos para las aeronaves.
Durante la Primera Guerra Mundial, la aviación se trasladó a la experimentación de una poderosa fuerza militar, y después de la guerra, con un superávit de aviones en circulación, nuevos usos se encontraron para la aeronave. Esto incluyó la conversión de aviones de todo el mundo en aviones ambulancia. Aunque en 1917, el Teniente Clifford Peel, un estudiante de medicina, esbozó un sistema de aviones y de instalaciones de tierra destinadas a proporcionar servicios médicos en el Outback australiano, la primera ambulancia aérea no vio la luz hasta 1920. Este proyecto se hizo realidad bajo la dirección de John Flynn en 1928, cuando la Australian Inland Mission estableció el Servicio Médico Aéreo, un programa experimental de un año de duración. Los médicos en este programa tenía varias responsabilidades, entre las cuales se encontraba el llegar al paciente volando, tratarlo, y si era conveniente porque el médico no conseguía realizar ningún tratamiento in situ, llevarlo a un hospital. Posteriormente, este experimento se convirtió en el Royal Flying Doctor Service de Australia.

### Durante la Segunda Guerra Mundial

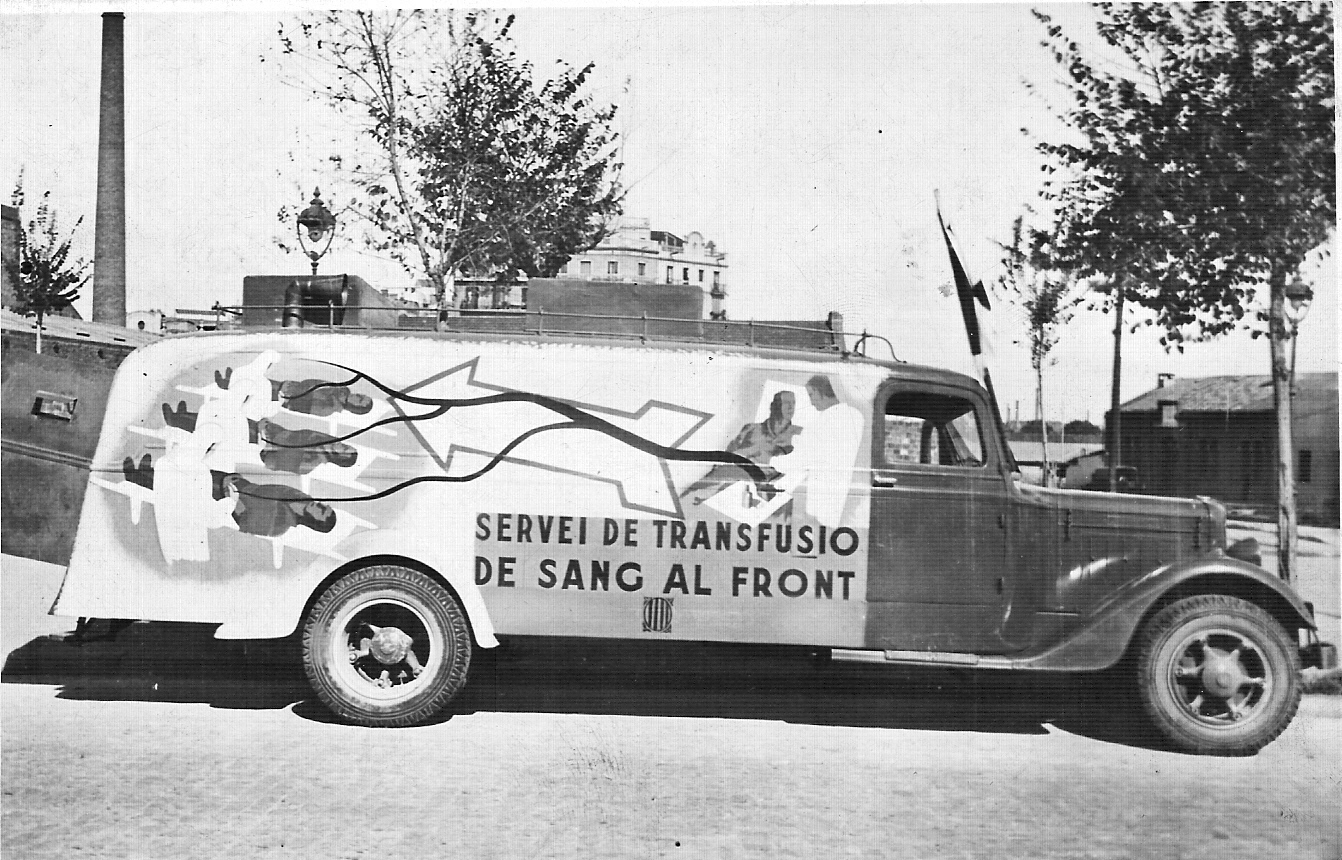
Ambulancia de la Generalidad de Cataluña habilitada para el transporte de las donaciones de sangre al frente durante la guerra civil española (1936-1939).

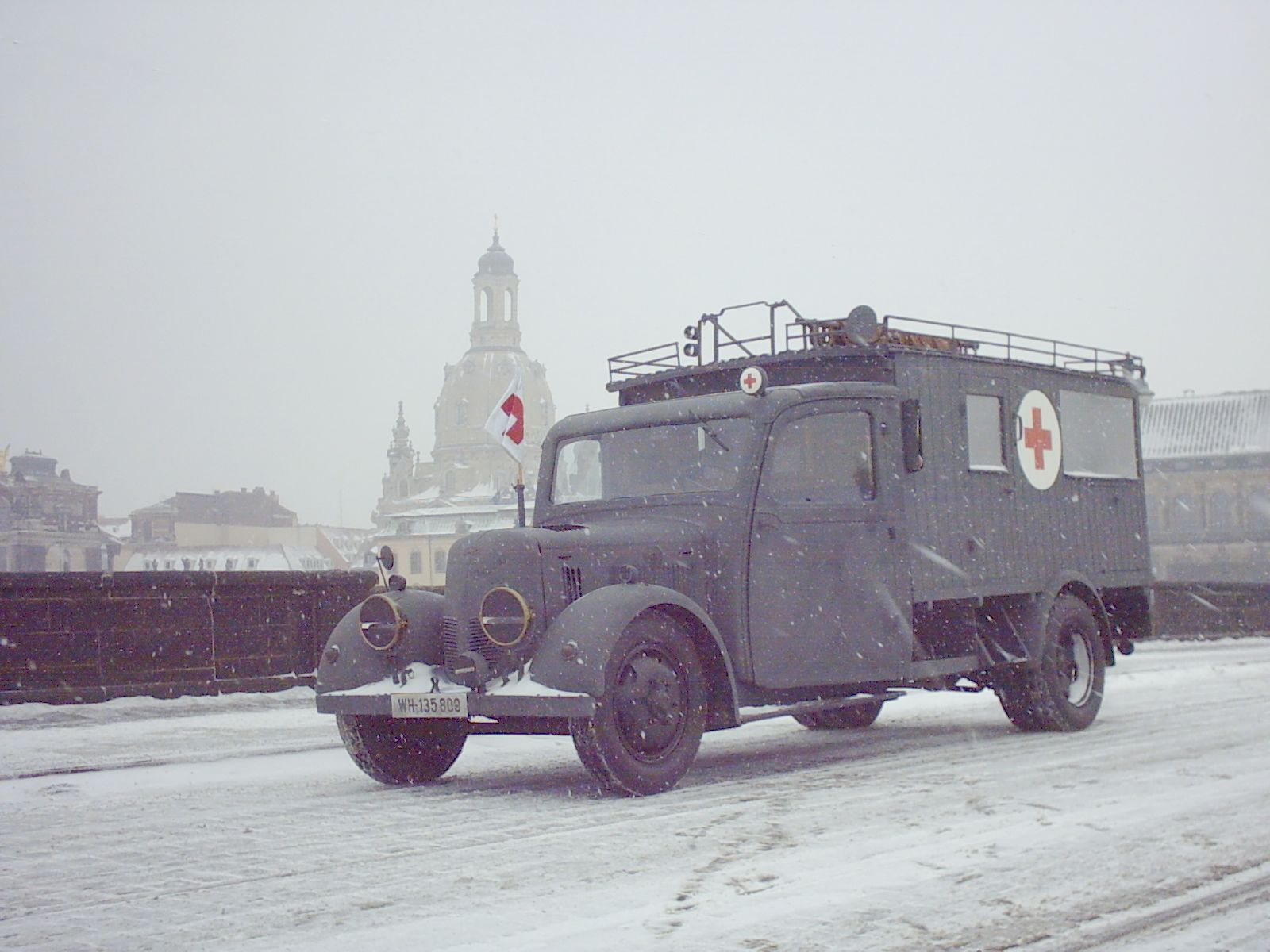
Ambulancia alemana de la Segunda Guerra Mundial.

En la mayor parte del mundo, la calidad de las ambulancias descendió bruscamente durante la Segunda Guerra Mundial, ya que los médicos, necesarios en las fuerzas armadas, fueron llevados a la guerra, y por tanto, abandonaron las ambulancias. En Inglaterra, durante la Batalla de Inglaterra, la necesidad de ambulancias era tan grande que las furgonetas eran requisadas y presionadas por la demanda, a menudo llevaban a varias víctimas de una vez. Después de la guerra, los médicos seguirían yendo en las ambulancias en algunos países, pero no en otros. Otros vehículos, incluyendo coches normales y de coche de policía fueron utilizados para llevar a pacientes, debido a la escasez de ambulancias exclusivas. Ambulancias militares como la Austin K2 fueron usadas tanto en áreas de combate como en zonas civiles.

### Durante la Guerra de Corea
Durante la guerra de Corea, las recientemente creada Fuerza Aérea de los Estados Unidos estableció un número de unidades de avión ambulancia para el empleo en las distintas operaciones, usando helicópteros para la evacuación rápida de pacientes. El helicóptero Bell H-13, conocido por la película y las versiones de televisión de M*A*S*H, transportó a 18.000 soldados heridos durante el conflicto. El trabajo de los Escuadrones de Evacuación Médica Aérea fue un éxito y fue repetido por las fuerzas estadounidenses en Vietnam. El empleo de helicópteros para evacuaciones médicas de emergencia se extendió para uso civil.

### Ambulancias destinadas a la atención médica, no solo al transporte

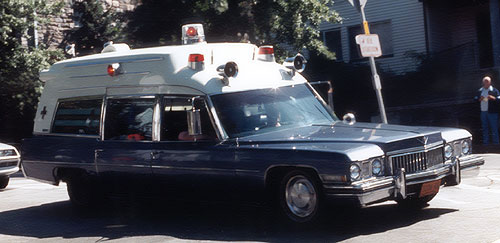
Un Cadillac de 1973, con un techo mucho más alto que permitía un mayor espacio para los médicos y el paciente, otorgando más comodidad para una mejor atención a bordo.

Después del accidente ferroviario de la estación de Harrow & Wealdston, las ambulancias fueron reestructuradas para convertirse en «un hospital móvil», aunque solamente transportaran a pacientes, sentando así las bases de las ambulancias modernas. La reanimación cardiopulmonar fue desarrollada y aceptada como el estándar en cuidados ante una parada cardiorrespiratoria lejos de un hospital; se impuso la desfibrilación, entendida como un aumento de las arritmias cardíacas, además de nuevos productos farmacéuticos para ser utilizados en situaciones de parada cardiorrespiratoria. En Irlanda, una ambulancia especializada en pacientes coronarios, consiguió reanimarlos gracias a estas técnicas; demostrando la necesidad de revisar los servicios de ambulancia. Esto supuso una mayor demanda a los gobiernos para mejorar los cuidados y la atención de emergencia, incluyendo los cuidados proporcionados por una ambulancia. El resultado fue la creación de una serie de normas en la construcción de las ambulancias, relacionadas con la altura de la zona donde se prestaba atención al paciente (permitiendo el tener un asistente para continuar con los cuidados al paciente durante el transporte) y en el equipamiento (controlando así el peso) que una ambulancia debía llevar. Pocas, o probablemente ninguna de las ambulancias de la época podían cumplir aquellas normas.
La mayor parte de las ambulancias de aquella época estaban montadas sobre los chasis de un coche (a menudo coches fúnebres), que no podían soportar el peso y el resto de demandas de las nuevas normas; los chasis de furgonetas (y más tarde, pequeños camiones) comenzaron a ser utilizados para montar las ambulancias.
El diseño de las ambulancias sufrió sus principales cambios en los años 1970. Las primeras ambulancias establecidas en furgonetas eran muy similares al resto de furgonetas utilizadas por los civiles, ya que contaban con un equipo médico y unas señales luminosas y acústicas muy reducidas, siendo el accesorio del equipo médico más notable la camilla.
Con el paso del tiempo, las ambulancias mejoraron sus prestaciones, ganando capacidad para llevar un equipo adicional (tanto portátil como permanente), pasando a formar parte del arsenal de los médicos.

### Vehículos modernos

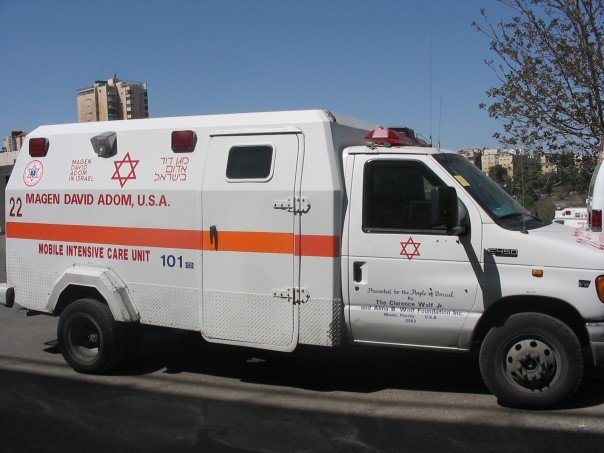
Ambulancia moderna de Maguén David Adom en Israel. Es un vehículo blindado Ford utilizado en caso de emergencia por ataques terroristas.

Las ambulancias modernas a menudo se construyen de manera personalizada, así como el equipo médico especializado, instalado directamente en las ambulancias. Se ha mejorado el diseño de los vehículos, incluyendo mejoras en las alertas visuales y acústicas, además de otras más generales como el ABS, particularmente necesario en las ambulancias, debido a la velocidad a la que circulan y a lo que portan en su interior. También ha habido cambios para mejorar el bienestar del equipo médico de la ambulancia, como la adición de un elevador de camillas, rampas y tornos, con el fin reducir la tarea manual a realizar por el equipo médico.
El diseño de las ambulancias continúa desarrollándose, en gran parte debido a los nuevos avaces y al papel de los paramédicos y el resto del equipo de la ambulancia, que requiere un equipamiento especializado. Otras mejoras van destinadas a proteger al conductor y al equipo en caso de accidente, ya sean meras colisiones de tráfico u otros más catastróficos, como atentados terroristas.

## Diseño y construcción

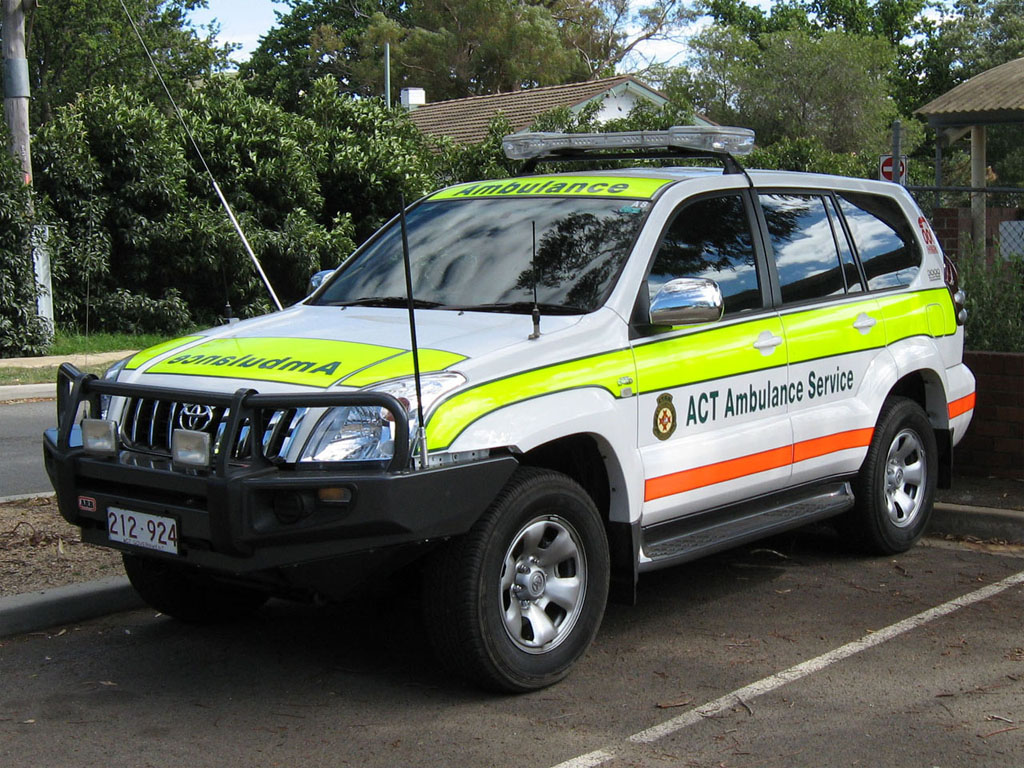
Ambulancia todoterreno en Canberra, Australia.

El diseño de una ambulancia debe tener en cuenta las condiciones locales en cuanto a infraestructuras. El mantenimiento de las carreteras es necesario para que las ambulancias puedan llegar a la escena y luego transportar al paciente a un hospital, aunque pueda utilizarse la tracción a las cuatro ruedas disponible en vehículos todoterreno. El combustible debe estar siempre disponible y debe haber facilidades en el mantenimiento del vehículo.
Los métodos de llamada y envío de ambulancias (por ejemplo el teléfono) por lo general dependen de sistemas electrónicos, que asimismo depende de la red de transporte de energía eléctrica. Igualmente, las ambulancias más modernas son equipadas con radios bidireccionales o teléfonos móviles para permitirles ponerse en contacto con hospitales, notificar al hospital conveniente la llegada de la ambulancia, o, en casos donde los médicos no forman la parte del equipo de la ambulancia, hablar con uno sobre el tratamiento o los síntomas.

### Seguridad
Como cualquier vehículo, las ambulancias se pueden ver involucradas en accidentes. Éstas, como cualquier otro vehículo de emergencia, necesitan estar operativas bajo cualquier condiciones, incluyendo cuando los conductores civiles deciden no apartarse de la calzada. También, la responsabilidad del equipo de la ambulancia para atender a su paciente a menudo, excluyen el empleo de dispositivos de seguridad como cinturones de seguridad. Las investigaciones han mostrado que las ambulancias tiene una mayor probabilidad de que sus ocupantes mueran o resulten heridos en una colisión, Esta es mayor que la de los coches de bomberos y de policía. Los ocupantes que más riesgo corren son los que se encargan del cuidado del paciente. En un estudio se compararon los resultados entre accidentes de ambulancias y vehículos de tamaño familiar, concluyendo que los accidentes con ambulancias implicadas tienden a implicar a más personas. Un estudio retrospectivo de once años concluido en 2001, encontró que aunque los peores accidentes de ambulancias ocurrieran durante las carreras de emergencia, estos solían ocurrir sobre carreteras rectas, secas, en tiempo claro. La seguridad se convierte así en una preocupación de especial interés al diseñar la ambulancia.

### Equipamiento

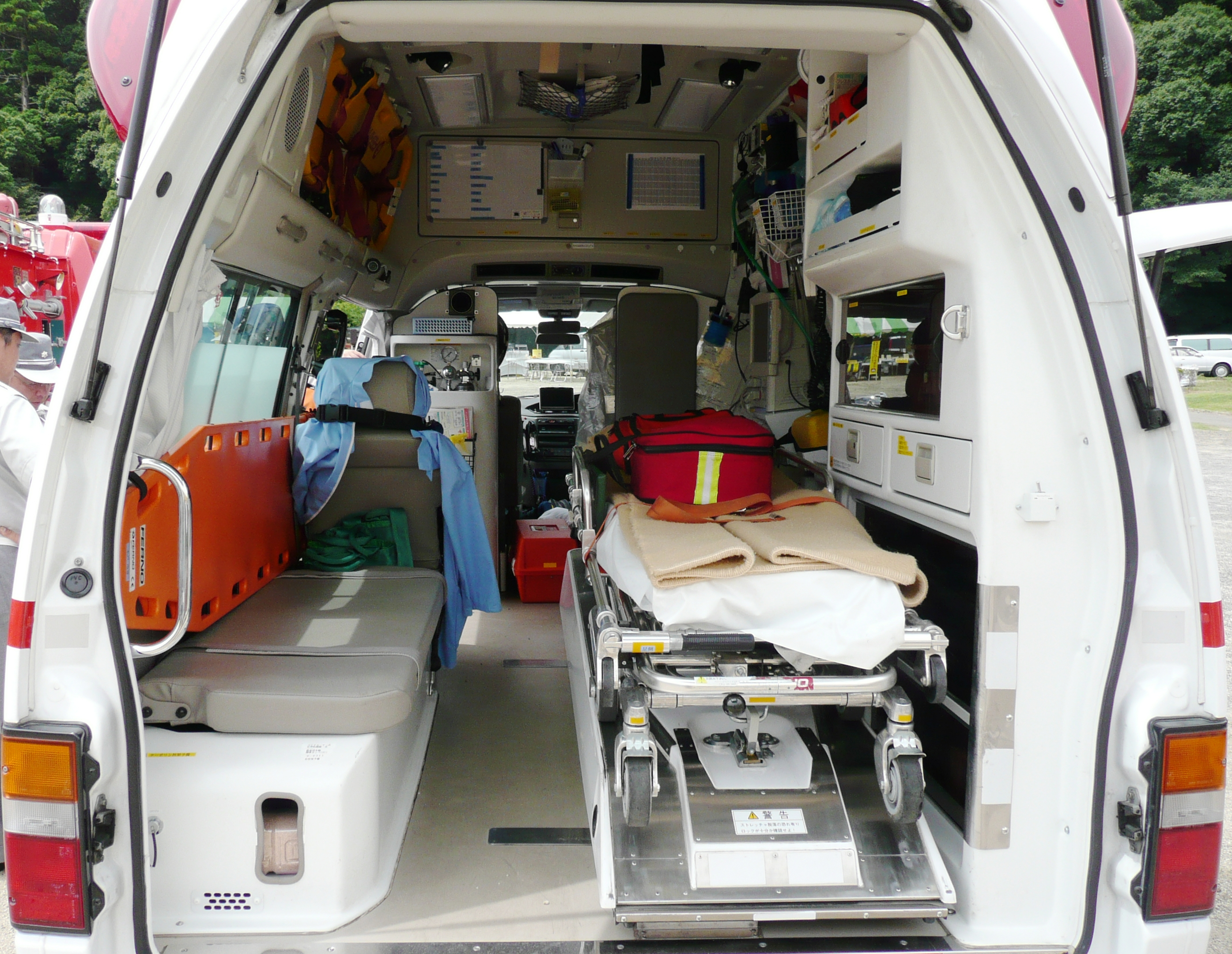
Interior de ambulancia.

Además del equipamiento usado directamente para el tratamiento de pacientes, las ambulancias pueden albergar una gama de equipamientos adicionales utilizados para facilitar el cuidado del paciente. Esto puede incluir:
- Radio bidireccional: uno de los elementos más importantes del equipamiento, ya que permite a la ambulancia recibir encargos y puede permitir al equipo ponerse en contacto con el hospital, ya sea para informar de su llegada o del estado del paciente.[34][35] Más recientemente muchos servicios de todo el mundo han cambiado del UHF/VHF tradicional, que pueden ser espiados por personas ajenas, a sistemas más seguros, como los que trabajan sobre un sistema GSM, como TETRA.

- Sistema de Posicionamiento Global: en la actualidad, gran parte de las ambulancias están siendo dotadas de equipos GPS, permitiendo así obtener información en ruta sobre vías alternativas o de mayor rapidez para llegar al lugar donde se encuentra el paciente y al hospital. Además, es muy útil para el despachador del servicio de emergencias para asignar a una determinada emergencia, la unidad más cercana.

- Terminal móvil: algunas ambulancias llevan terminales móviles (o MDTS), que se conectan inalámbricamente a un ordenador central, por lo general en el centro de control. Estos terminales pueden funcionar recibiendo o enviando señales de radio y pueden ser usados para enviar detalles médicos al equipo, registrar el tiempo que el equipo atiende al paciente, lo que tardó en llegar al lugar, en abandonarlo y en llegar al hospital.[39]

- Circuito cerrado de televisión: algunas ambulancias de reciente fabricación cuentan con cámaras de vídeo (CCTV) que registran la actividad en el interior o en el exterior del vehículo. Se utilizan como una herramienta de protección ante posibles ataques violentos contra la ambulancia,[40] o en algunos casos, como pruebas ante un caso de negligencia médica.

- Rampa: suelen llevar una rampa o un elevador en la parte trasera para facilitar la carga del paciente. Suele ser importante cuando la ambulancia tiene que tratar o llevar a pacientes obesos o minusválidos.[41]

- Iluminación especial: en casos de pacientes con fotosensibilidad, hay ambulancias que disponen de iluminación especial (en colores azul o verde).

- Aire acondicionado: las ambulancias que disponen de aire acondicionado cuentan con dos partes separadas: una para la zona del conductor y la otra para la zona de tratamiento. De esta forma se consigue una temperatura ideal para el paciente y se filtra el aire, consiguiendo así eliminar así agentes patógenos del aire.

### Tecnología intermedia
En las partes del mundo que carecen un nivel alto de infraestructuras, las ambulancias se diseñan en función de las condiciones locales, que se construyen en función de las tecnologías utilizadas. Las ambulancias también pueden ser remolques, que son tirados por bicicletas, motocicletas, tractores, o animales. Las ambulancias impulsadas tiradas por animales pueden ser útiles en las regiones que sufren inundaciones. Motocicletas de tres ruedas también son usadas, aunque tienen algunas de las limitaciones que las ambulancias más tradicionales tienen sobre los caminos. El nivel de cuidados proporcionado por estas ambulancias varía entre el transporte que provee a una clínica médica y el suministro de atención médica sobre la escena y la continuación del cuidado durante el transporte.
El diseño de ambulancias de tecnología intermedias debe tener en cuenta el mantenimiento y la construcción de la misma. La robustez del diseño se hace más importante, debido a las necesidades del vehículo. La rentabilidad puede ser una alta prioridad.

## Apariencia
Las ambulancias de emergencia suelen encontrarse en situaciones de riesgo, incluyendo incidentes como accidentes de tráfico, donde se requiere su intervención. Se necesita que las ambulancias lleguen lo más rápido posible, y en muchos países, pueden infringir las leyes de tráfico, como saltarse semáforos, stops, o, superar el límite de velocidad.
Por estas razones, las ambulancias de emergencia utilizan avisos acústicos y visuales para alertar al resto de conductores. Los avisos visuales pueden ser de dos tipos: activos o pasivos.

### Avisos visuales pasivos

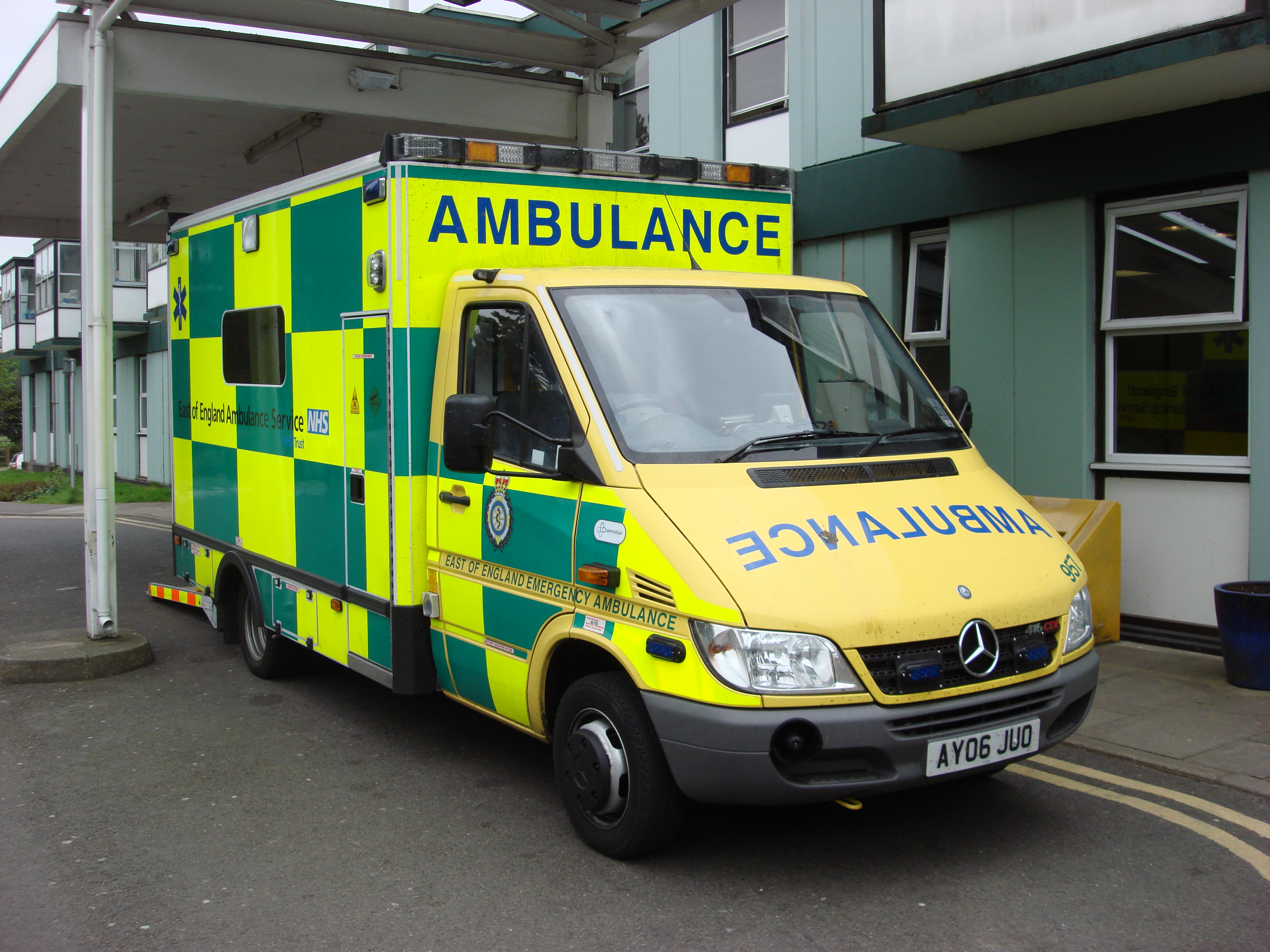
Ambulancia del Reino Unido pintada con avisos visuales pasivos en forma de tablero de ajedrez.

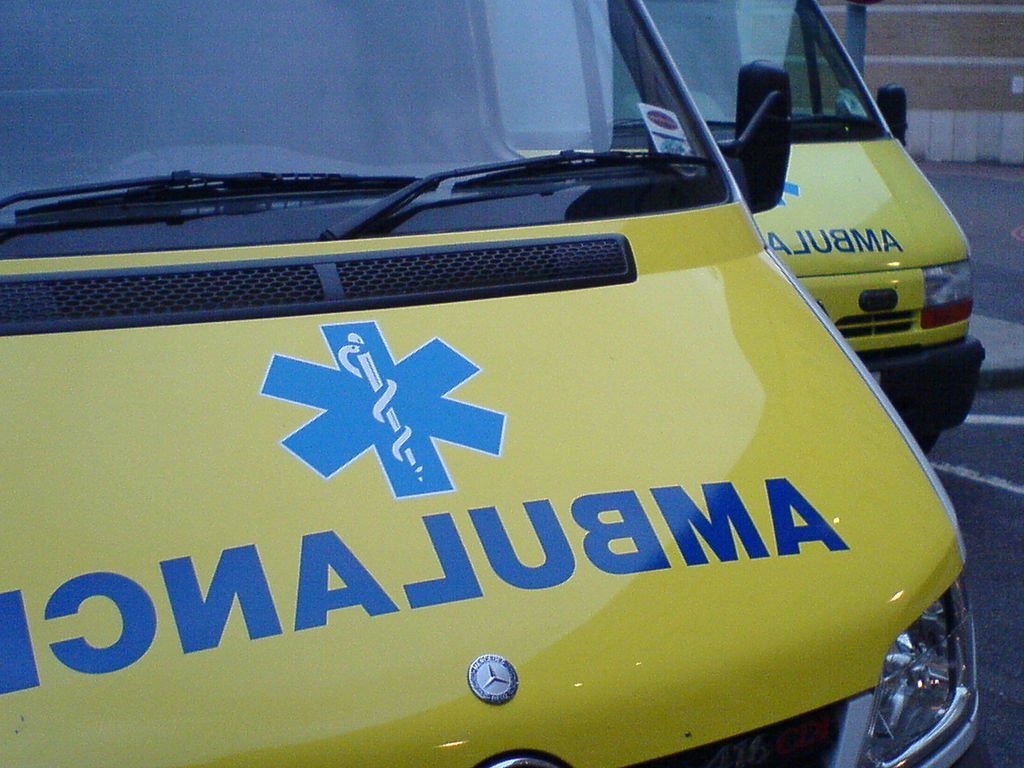
Letrero de Ambulancia reflejado, para ser visto por los retrovisores.

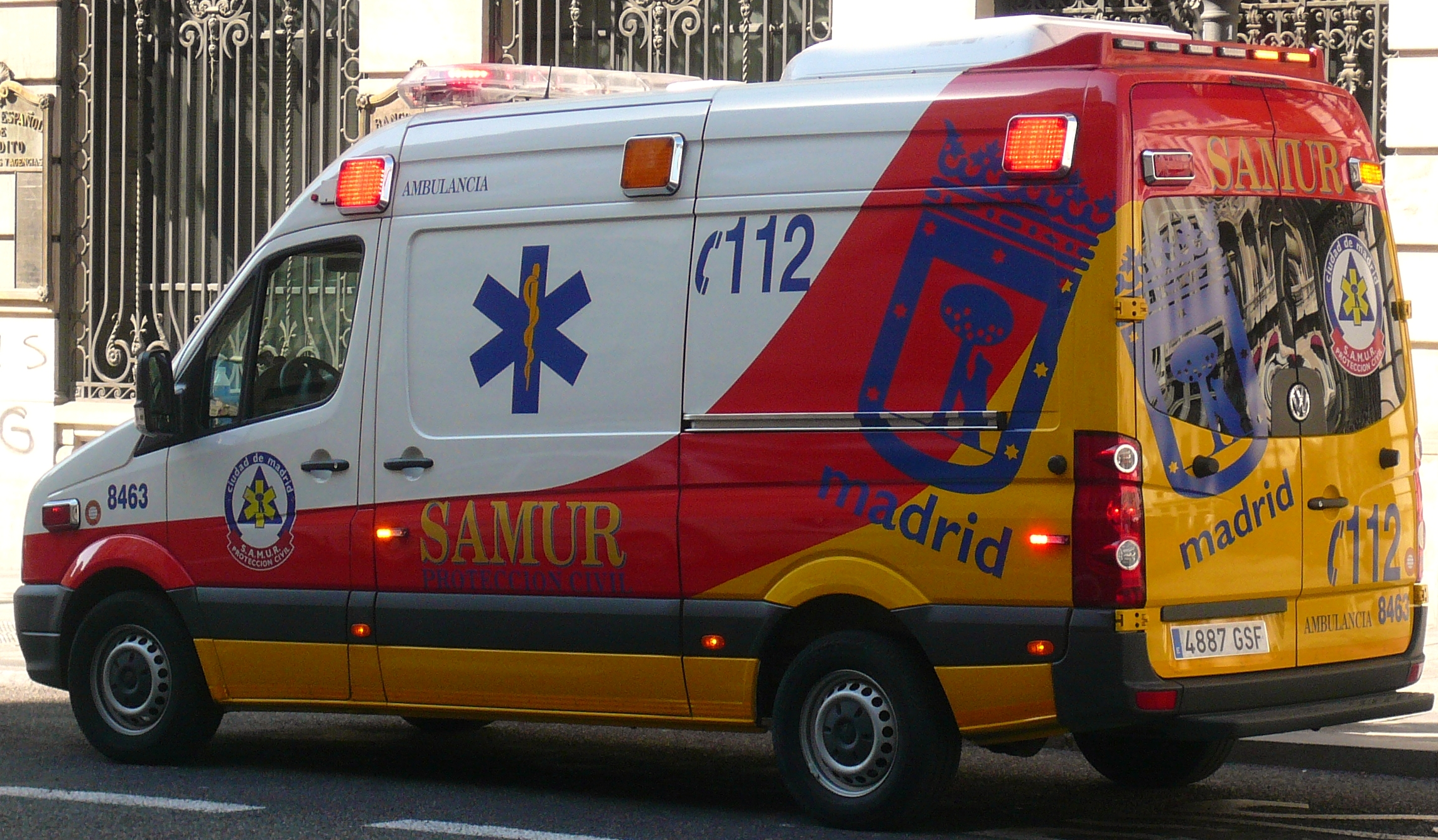
Ambulancia del SAMUR en Madrid.

Los avisos visuales pasivos forman parte del diseño del vehículo, e implican el empleo de una variada gama de contrastes. Las ambulancias más viejas (de los países en vías de desarrollo) tienen las señales pintadas en chapa, mientras que las ambulancias modernas generalmente llevan retrorreflectores que reflejan la luz de los coches. Por ello, suelen llevar colores llamativos a rayas o en forma de tablero de ajedrez. Además de retrorreflectores, algunas ambulancias son pintadas con colores brillantes, como el naranja o el amarillo, para así captar la atención de los automovilistas. Otra forma de aviso pasivo es la palabra «ambulancia» reflejada en el capó del vehículo, con el fin de ser vista desde los espejos retrovisores.
Las ambulancias pueden mostrar el nombre de su propietario u operador, y un número telefónico que puede ser usado para llamar a la ambulancia, tales como el 911 (EE. UU.), 112 (Europa) o 107 (Argentina).
También pueden llevar un emblema (como parte de los avisos pasivos), como por ejemplo una Cruz Roja, una Media Luna Roja o un Cristal Rojo. Estos símbolos fueron acordados en las Convenciones de Ginebra, y todos los países firmantes se comprometieron a restringir su uso solamente a ambulancias militares y a la Cruz Roja nacional o a la sociedad de la Media Luna Roja. El empleo por cualquier otra persona, organización o agencia es una violación de las leyes internacionales. Los símbolos protectores fueron diseñados para indicar, sobre todo a combatientes en caso de guerra, que el vehículo es neutral y que no debe ser atacado, dando así protección a los médicos y a las víctimas, pese a que en muchas ocasiones, este código es vulnerado. En Israel, Maguén David Adom, organización miembro de la Cruz Roja, usa como emblema identificativo una Estrella de David de color rojo, aunque más allá de las fronteras israelíes, para ser reconocidos, deben utilizar el Cristal Rojo.
También se usa ampliamente la Estrella de la Vida, diseñada y utilizada en un origen por la NHTSA estadounidense después de que la Cruz Roja emprendiera acciones legales por la mala utilización de su símbolo (se usaba una cruz naranja brillante, muy similar al símbolo de la Cruz Roja. Dicha estrella, con sus seis puntas, indica los cuidados que pueden suministrar los ocupantes del vehículo. Suele ser de color azul.
Los servicios de ambulancia que tienen su origen en la Orden de San Juan, suelen utilizar la cruz de Malta de color rojo para identificar sus vehículos. Esto se da principalmente en Australia.

### Avisos visuales activos
Los avisos visuales activos suelen ser luces de colores intermitentes (balizas y luces estroboscópicas). Su intermitencia busca atraer la atención del resto de conductores, para que estos se aparten o para avisar de que una ambulancia se encuentra en un lugar peligroso de la calzada. Colores comunes en este tipo de señales luminosas son el rojo y el azul, aunque a veces se utiliza el verde, naranja y amarillo, dependiendo del país y del operador de las ambulancias.
Hay varias tecnologías diferentes empleadas para conseguir el efecto de intermitencia. El método original era colocar un espejo junto a la bombilla rotativa. Métodos más modernos incluyen el uso de luces estroboscópicas, que suelen ser muy brillantes y pueden programarse para realizar señales de una forma determinada. Actualmente el empleo más extendido de luces intermitentes son las de perfil bajo y de un consumo de energía bajo, bajo la tecnología LED. Más información sobre equipo de vehículo De la emergencia.
Para aumentar la seguridad, lo mejor es que las luces tengan una cobertura de 360°, mejorando la posibilidad de que el vehículo sea visto desde cualquier posición. En algunos países como en Estados Unidos es obligatorio.

### Avisos acústicos
Además de los avisos visuales, las ambulancias suelen contar con avisos acústicos, normalmente conocidos como sirenas, que alertan a los vehículos de la presencia de una ambulancia en las proximidades. Las primeras señales acústicas empleadas fueron simples campanas, instaladas en la parte superior de la ambulancia. Las ambulancias más modernas portan sirenas electrónicas, que pueden producir distintos sonidos.
Los servicios de ambulancia hacen que sus conductores usen distintos tipos de sirenas en función de la situación de conducción. Por ejemplo, sobre una carretera vacía se utiliza el sonido «de gemido», que da un largo y estable tono alto seguido de otro más bajo. En intersecciones ocupadas, un ajuste «de aullido» puede ser empleado, que entrega una señal más rápida. «El tono dual» y modos «phaser» también se encuentran en las sirenas más modernas. El cambio de la velocidad y del tono de la advertencia intensifica la alarma hacia los conductores en el camino de la ambulancia.

### Vehículos eléctricos
Comienzan a aparecer fabricantes de ambulancias eléctricas y servicios que las utilizan.

## Proveedores del servicio
Algunos países regulan estrechamente el servicio de ambulancias, mientras que otros permiten a bastante amplias diferencias entre los tipos de operador del servicio de ambulancia. En países como Estados Unidos, muchas veces el servicio lo provee el Departamento de Bomberos de la ciudad. En otros países, este es realizado por la Cruz Roja o por los mismos centros médicos (SAMU). También es posible observar la existencia de operadores particulares, quienes prestan sus servicios para situaciones determinadas (actividades deportivas, conciertos, eventos masivos) o empresas con las que tienen convenios (hoteles, centros de esquí, gimnasios)

## Equipo
Cabe distinguir, dentro del equipo médico, el humano y el material:
- Equipo humano: dice relación con las personas especializadas que forman parte de la tripulación habitual de la ambulancia. Suelen ser tres personas: un médico y dos Técnicos en Emergencias Sanitarias ( uno de los cuales conduce), o un Técnico en Emergencias Sanitarias (que conduce) y dos médicos, o un Técnico en Emergencias Sanitarias, un enfermero y un médico. Sin embargo, en algunos países no utilizan médicos para este servicio debido a un presunto costo mayor de personal capacitado.

La capacitación técnica-profesional del personal operario en las ambulancias varía grandemente de país en país según su costumbre y legislación. En los EE. UU por lo general se trata de cursos profesionales de dos años de duración que comprenden un currículo amplio que va desde anatomía y fisiología hasta cardiología dinámica y algunos pueden llegar al doctorado en medicina de emergencia, generalmente a este personal se le conoce como personal técnico de emergencias médicas ( Básico o Paramédico ) y dentro de sus funciones tiene muchas a realizar semejantes, iguales o superiores a las de los enfermeros en una sala de emergencias, entre estos manejos pueden estar la ventilación mecánica, el establecer accesos intravenosos, acceso de vía de aire y administrar medicamentos de emergencia y tratamiento entre otros. En los EE. UU continentales la mayoría de los Técnicos de emergencias médicas-básicos o Paramédicos están inscritos y evaluados en competencia por la NREMT ( National Registry of Emergency Medical Technician.) www.NREMT.org
- Equipo material: dentro de este concepto, encontramos los instrumentos, utensilios y medios necesarios para brindar una atención. Dependiendo del nivel de complejidad, va a ser posible encontrar equipos para manejos de trauma, unidades de oxígeno y reanimación, elementos para tratamiento de heridas, desfibriladores, entre otros.

## Uso militar

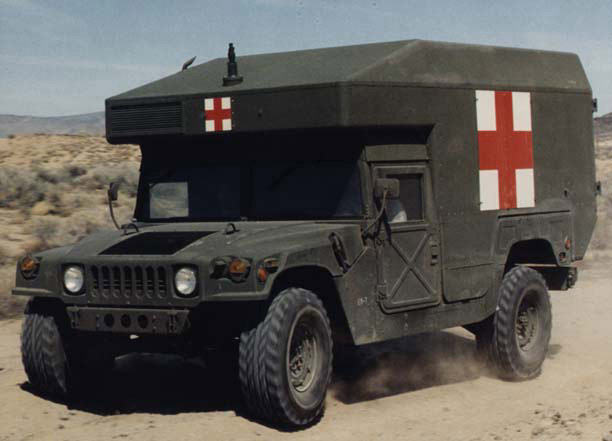
Ambulancia estadounidense con el emblema de la Cruz Roja.

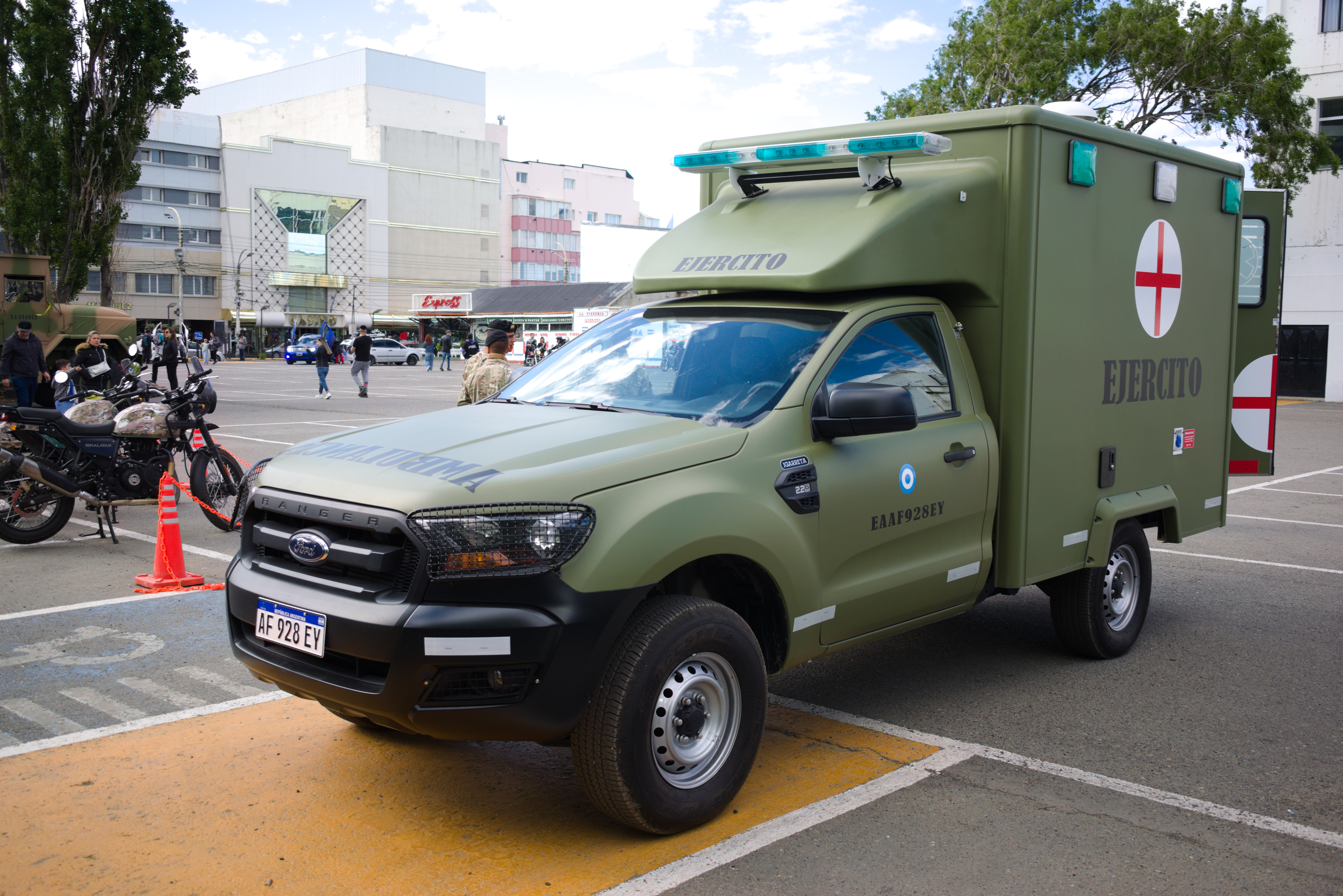
Vehículo sanitario de las Fuerzas Armadas de Argentina

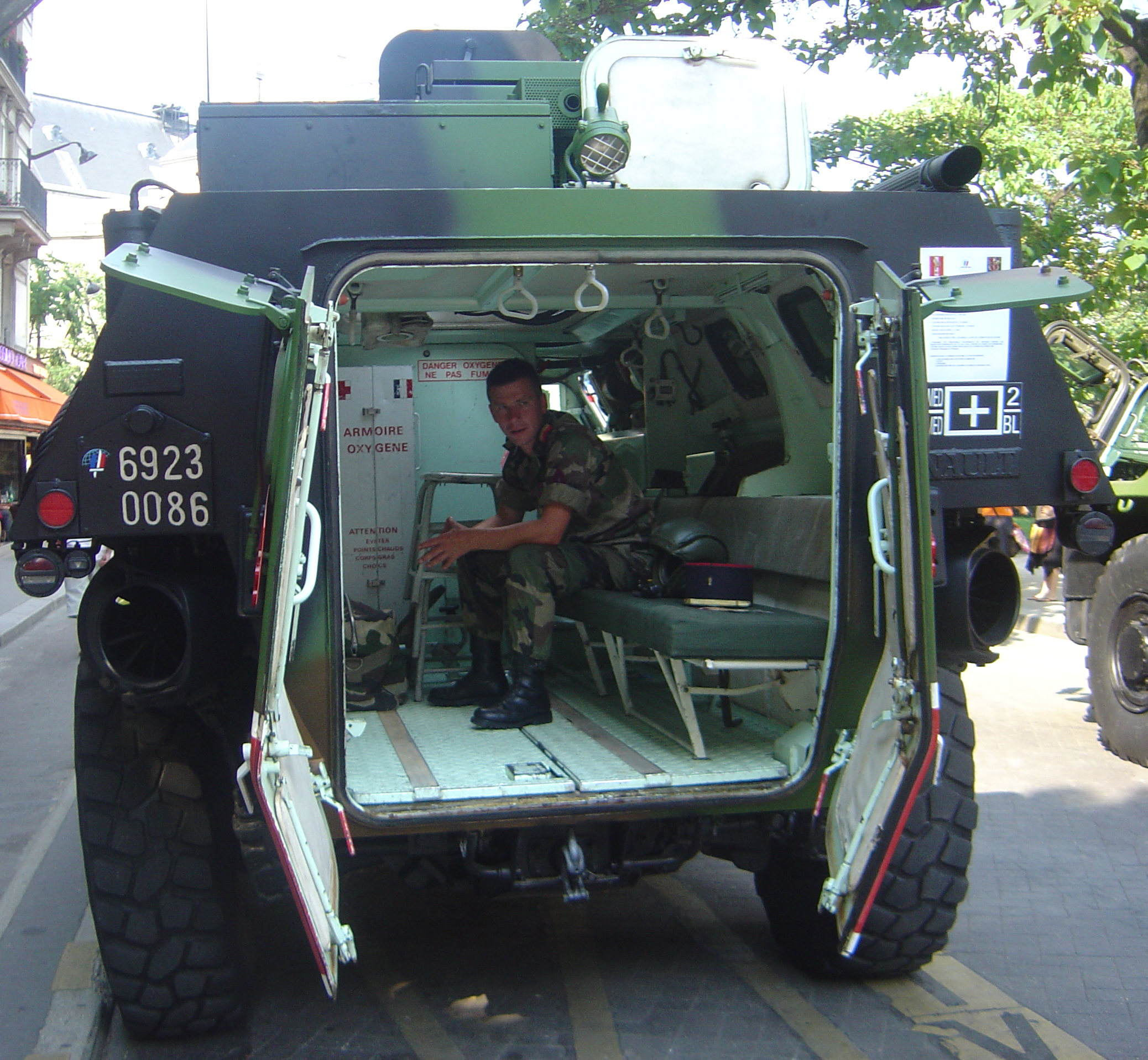
Interior de una ambulancia del Ejército Francés.

Las ambulancias militares incluyen diseños basados en ambulancias civiles y en ambulancias militares, pero desarmadas. Se basan en vehículos de transporte blindado de personal. Las ambulancias militares suelen pintarse en color aceituna, blanco o cualquier otro tipo de color, dependiendo de la función. Los helicópteros militares suelen ser utilizados como ambulancias aéreas, ya que son realmente útiles para el MEDEVAC.

## Normativa

### España
Las ambulancias se encuentran reguladas en España por el Real Decreto 836/2012, de 25 de mayo, por el que se establecen las características técnicas, el equipamiento sanitario y la dotación de personal de los vehículos de transporte sanitario por carretera.